# Loads (album)
Loads je kompilační album anglické hudební skupiny Happy Mondays. Vydala jej v říjnu roku 1995 hudební vydavatelství Factory Records a London Records. Album vyšlo ve dvou verzích: Jako jednodiskové (pod názvem Loads) a jako dvoudiskové (pod názvem Loads & Loads More). Album obsahuje písně ze všech do té doby vydaných studiových alb. Druhý disk obsahuje pět remixů a dvě další písně.

## Seznam skladeb
| Disk 1: Loads | Disk 1: Loads                 | Disk 1: Loads |
| Pořadí        | Název                         | Délka         |
| ------------- | ----------------------------- | ------------- |
| 1.            | Step On                       | 5:19          |
| 2.            | W. F. L. (Vince Clarke Remix) | 6:13          |
| 3.            | Kinky Afro (Euromix Edit)     | 4:17          |
| 4.            | Hallelujah (MacColl Mix)      | 2:42          |
| 5.            | Mad Cyril                     | 4:39          |
| 6.            | Lazyitis                      | 2:48          |
| 7.            | Tokoloshe Man                 | 4:20          |
| 8.            | Loose Fit                     | 5:07          |
| 9.            | Bob's Yer Uncle               | 5:11          |
| 10.           | Judge Fudge                   | 4:00          |
| 11.           | Stinkin' Thinkin'             | 4:20          |
| 12.           | Sunshine & Love               | 4:49          |
| 13.           | Angel                         | 5:52          |
| 14.           | Tart Tart                     | 4:23          |
| 15.           | Kuff Dam                      | 3:06          |
| 16.           | 24 Hour Party People          | 4:38          |

| Disk 2: Loads More | Disk 2: Loads More                                 | Disk 2: Loads More |
| Pořadí             | Název                                              | Délka              |
| ------------------ | -------------------------------------------------- | ------------------ |
| 1.                 | Lazyitis (One-Armed Boxer Mix)                     | 3:54               |
| 2.                 | W. F. L. (Think About the Future Perfecto 12" Mix) | 7:15               |
| 3.                 | Bob's Yer Uncle (Perfecto 12" Mix)                 | 6:22               |
| 4.                 | Loose Fit (Perfecto 12" Mix)                       | 5:59               |
| 5.                 | Hallelujah (Deadstock Remix)                       | 7:55               |
| 6.                 | Freaky Dancin'                                     | 3:46               |
| 7.                 | Delightful                                         | 3:40               |